# Héctor Larrea
Héctor Larrea (Bragado, 30 de octubre de 1938) es un actor, periodista y locutor de radio y televisión de Argentina con más de medio siglo de trayectoria.
Desde 2003 condujo el programa Una vuelta nacional en Radio Nacional, primero en la frecuencia AM de dicha emisora y desde 2018 por Nacional Clásica, de lunes a viernes de 14 a 17 h.
El 13 de noviembre de 2020, durante la emisión de su programa "El Carromato de la Farsa", anunció su retiro definitivo de la radiofonía luego de 60 años de trabajo.

## Biografía
Debutó en la adolescencia en los escenarios de su pueblo. En cuanto terminó la secundaria viajó a Buenos Aires, y completó sus estudios en el ISER hacia 1962. 
Su inicio fue en Radio Mitre. Su carrera televisiva como actor fue en Cuatro hombres para Eva, por canal 13. Luego encontró su vocación en el programa La campana de cristal, junto a Nelly Raymond. En la década de 1960 era el presentador oficial del show de Sandro. Durante ese período también lo hizo con prestigiosas orquestas de tango.
En 1967, inició el programa radial Rapidísimo, que permaneció 30 años, pasando por las radios Radio Del Plata, Continental y Rivadavia. El nombre se debe a que el programa duraba media hora. Produjo varias innovaciones; incluyó tango, canciones melódicas y folklore, estilos de música que no se acostumbraban en aquella época.
En 1986 le llegó la oportunidad de conducir  Seis para triunfar que alcanzó en sus primeras emisiones 18 puntos de índice de audiencia y permaneció siete años al aire.
Trabajó en decenas de publicidades como la de la Lotería de Santa Fe a mediado de la década de 1980.
Fue uno de los primeros presentadores argentinos que permitió la participación de los oyentes mediante mensajes telefónicos. 

## Vida privada
Estuvo casado en primeras nupcias con la locutora Leonor Ferrara. Tuvo dos hijas María Florencia y María Laura.
En 2000 y 2001 fue sometido a dos delicadas operaciones por pólipos en los intestinos.

## Trabajos

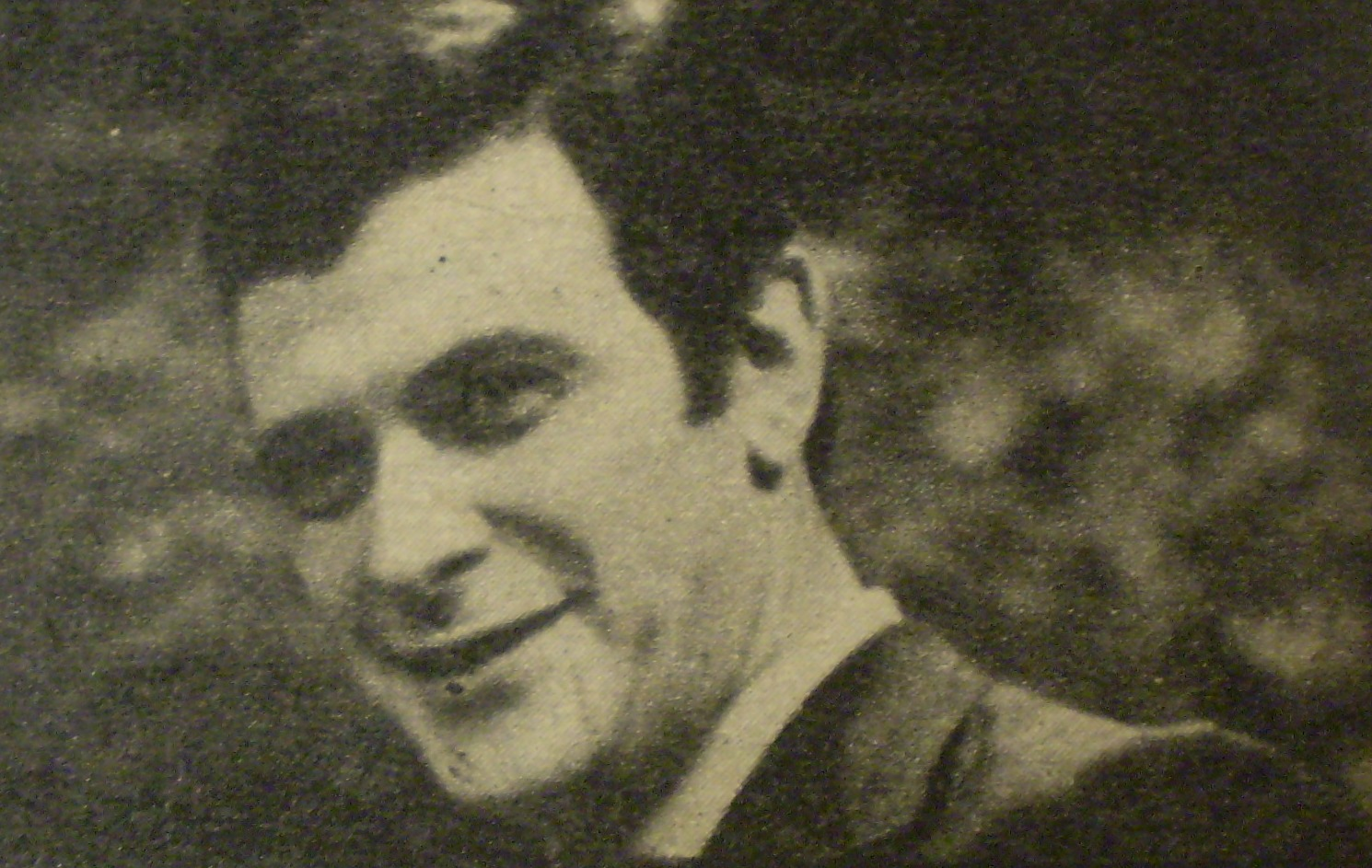
Héctor Larrea en 1970.

### En cine
- Muchas gracias maestro (1993) (inédita)

### En televisión
Programas donde ha participado:
- 1967: Norteamérica canta, por Canal 13
- 1967: El mundo del espectáculo, por Canal 13
- 1968: Humor redondo, por Canal 13
- 1969: La campana de cristal, por Canal 13
- 1971: Dígalo con mímica, por Canal 9
- 1976: El panal de la felicidad, por Canal 9
- 1982-1984: El show de la vida, por Argentina Televisora Color y Canal 11
- 1986-1991: Seis para triunfar, por Canal 9 Libertad
- 1992: Una de Cal y Una de Arena, por Canal 13
- 1993: El programa de Larrea, por Canal 13
- 1995: Hetítor está en vivo por Argentina Televisora Color
- 1996: Viernes de ESCO en Familia por Argentina Televisora Color
- 1996: Tres Tristes Tigres del Trece (Canal 13)
- 1997: Cha Cha Cha (Entrevistando a Juan Carlos Batman en Radio El Mundo) (América TV)
- 1999: La Argentina de Tato, Ángel Clemente Rojas.
- 1999-2000: Waku Waku, por Azul TV
- 2002: 3×3, por America TV
- 2011: Recordando el show de Alejandro Molina.

## Premios
Es uno de los profesionales que más estatuillas de Martín Fierro ha obtenido. El último lo recibió en 2015, en la terna «Labor en conducción masculina» por El espacio de Héctor Larrea.